# Centro de Regulación Genómica
El Centro de Regulación Genómica (CRG) es un centro de investigación básica creado en diciembre de 2000 por iniciativa del Departamento de Universidades, Investigación y Sociedad de la Información (DURSI) de la Generalidad de Cataluña. Constituido jurídicamente como una fundación sin ánimo de lucro, cuenta con la participación de la Generalidad de Cataluña a través del Departamento de Innovación, Universidades y Empresa (DIUE) y del Departamento de Salud (DS), así como de la Universidad Pompeu Fabra (UPF), y del Ministerio de Ciencia e Innovación (MICINN).
Basado en un modelo no funcionarial de organización de la investigación pionero en España, el objetivo del CRG es promover la investigación básica en biomedicina y, concretamente, en los ámbitos de la genómica y la proteómica. Los jefes de grupo del CRG son reclutados a nivel internacional y reciben ayuda del centro para el funcionamiento de sus grupos. Todo el personal es evaluado periódicamente por un Consejo Científico Asesor externo formato por 12 líderes mundiales en las distintas áreas. El resultado de las evaluaciones condiciona el futuro de los científicos en el CRG.

## Ubicación
El CRG se integra en el Parque de Investigación Biomédica de Barcelona (PRBB), junto con otras instituciones de investigación biomédica como el Departamento de Ciencias Experimentales y de la Salud (CEXS) de la UPF, el Instituto Hospital del Mar de Investigaciones Médicas (IMIM), el Centro de Medicina Regenerativa de Barcelona (CMRB), entre otras.
En julio de 2015 se transfiere la gestión del Centro Nacional de Análisis Genómico (CNAG), ubicado en el Parque Científico de Barcelona, al CRG, aconteciendo una oustation.

## Organización
El máximo órgano de gobierno del CRG es su Patronato. A partir de este nivel, la estructura del CRG se divide en tres grandes áreas:
1. Área científica, con seis programas de investigación interrelacionados:
- Bioinformática y Genómica
- Biología Celular y Desarrollo
- Diferenciación y Cáncer
- Nada y Dolencia
- Regulación Génica
- Biología de Sistemas

2. Área de servicios científico-técnicos:
- Unidad de Microscopía Óptica Avanzada
- Unidad de Genómica
- Unidad de Proteómica CRG/UPF
- Unidad de Criba de Alto Rendimiento
- Unidad de Biología computacional

3. Área de gestión.

### Patronato
El máximo órgano de gobierno del CRG es su Patronato, formado por once miembros bajo la presidencia del Consejero del Departamento de Innovación, Universidades y Empresa (DIUE), de la Generalidad de Cataluña. En diciembre del año 2000, el Dr. Miguel Beato del Rosal fue escogido director del CRG. Desde el 2011 es director Luis Serrano Pubull, quien presentó su dimisión cuando el CRG fue excluido del programa de financiación a centros de excelencia del Ministerio de Ciencia e Innovación, pero el consejero Andreu Mas-Colell no la aceptó y continuó en el cargo.

#### Patrones natos
- El consejero del Departamento de Innovación, Universidades y Empresa (DIUE) de la Generalidad de Cataluña.[n. 2]
- El rector de la Universidad Pompeu Fabra (UPF).

#### Vocales
- 2 vocales en representación de la UPF, nombrados por el rector.
- 6 vocales en representación de la Generalidad de Cataluña:
  - 4 nombrados por el Consejero del Departamento de Educación y Universidades (DIUE)
  - 2 nombrados por la Consejera del Departamento de Salud (DS).
- 1 vocal en representación del Ministerio de Ciencia e Innovación (MICINN).

## Comité Científico Asesor
El Comité Científico Asesor está formado por científicos de reconocido prestigio internacional. Juegan un importante papel evaluando, orientando y asesorando a la dirección del CRG.
EL junio de 2010, este Comité está compuesto por 12 miembros:
- Dr. Kai Simons, Max Planck Institute of Molecular Cell Biology and Genetics, Dresde, Alemania
- Dr. Stylianos Emmanuel Antonarakis, Medical Genetics, University of Geneva, Ginebra, Suiza
- Dr. Michael Ashburner, European Bioinformatics Institute-EMBL Outstation, Department of Genetics, University of Cambridge, Cambridge, Reino Unido
- Dr. Peer Bork, Structural & Computational Biology Unido, EMBL, Heidelberg, Alemania
- Dr. Tim Hunt, Cancer Research UK, Herts, Reino Unido
- Dr. Walter Kolch, Systems Biology Ireland & Conway Institute, Conway Institute, University College Dublin, Irlanda
- Dr. Tony Kouzarides, The Wellcome Trust/Cancer Research UK Gurdon Institute, Cambridge, Reino Unido
- Dr. Iain Mattaj, European Molecular Biology Laboratory (EMBL), Heidelberg, Alemania
- Dr. Joan Modolell, Center of Molecular Biology "Severo Ochoa", CSIC & Autonomous University of Madrid, Madrid, España
- Dr. Wolf Reik, Babraham Institute Cambridge, Department of Physiology, Development, and Neuroscience, University of Cambridge, Reino Unido
- Dr. Veronica van Heyningen,Medical Research Council, Human Genetics Unido, Western General Hospital, Edimburgo, Reino Unido
- Dr. Marc Vidal, Depto. of Genetics, Dana Farber Cancer Institute, Boston, EE. UU.

## Investigadores destacados
- Miguel Beato
- Mara Dierssen Sotos
- Roderic Guigó
- Ben Lehner
- Maria Pia Cosma
- Luis Serrano
- James Sharpe
- Isabelle Vernós